# Diocesi di Tre Taverne
La diocesi di Tre Taverne (in latino: Dioecesis Trium Tabernarum) è una sede soppressa e sede titolare della Chiesa cattolica.

## Storia
Tres Tabernae era la prima mansio o mutatio (posto di riposo per i viaggiatori) da Roma, sulla via Appia, a circa 50 km dalla capitale, identificabile con Cisterna di Latina. Il luogo è menzionato nel libro degli Atti degli Apostoli (28,14-15) per l'incontro tra l'apostolo Paolo e i discepoli venuti da Roma ad accoglierlo.
L'esistenza di una comunità cristiana sin dal I secolo è testimoniata dal ritrovamento di una catacomba nel centro storico di Cisterna. Una diocesi a Tre Taverne è documentata dal IV al IX secolo.
Il primo vescovo conosciuto è Felice, episcopus a Tribus Tabernis, che prese parte al sinodo riunito da papa Milziade a Roma in domum Faustae in Laterano dal 30 settembre al 2 ottobre, per ristabilire l'unione e la concordia tra le Chiese dell'Africa romana, divise fra cattolici e donatisti, e per giudicare l'operato di Ceciliano di Cartagine.
Controversa è invece l'attribuzione a Tre Taverne del vescovo Lucifero, che prese parte al concilio romano indetto da papa Ilario nel 465 e dove furono stabilite norme sulle ordinazioni episcopali e sulle nomine dei vescovi. Infatti Mansi, nella sua Sacrorum conciliorum nova et amplissima collectio, riporta tre distinte liste di vescovi che parteciparono a quel concilio, in base ai manoscritti da lui consultati; in queste Lucifero è indicato in due modi diversi: o come vescovo Tifernis Metauri o come vescovo Trium Tabernarum. Gli storici perciò attribuiscono Lucifero o alla diocesi di Tre Taverne, oppure a quella di Tiphernum Metaurense, l'odierna Sant'Angelo in Vado. Quest'ultima ipotesi è tuttavia quella prevalente. Lanzoni invece attribuisce Lucifero alla diocesi di Tifernum, ossia Città di Castello.
Non ci sono dubbi sul terzo vescovo di Tre Taverne, Decio, documentato in diverse occasioni. Nel 487 prese parte al concilio lateranense indetto da papa Felice III per discutere della disciplina da adottare nei confronti dei vescovi e del clero africani che, a causa delle persecuzioni di Unnerico, avevano abiurato la fede cattolica. Il suo nome è associato ad una decretale dello stesso papa dell'anno successivo, in cui vengono affrontati i casi dei cristiani che hanno ricevuto dagli ariani un secondo battesimo. Nel 499 Decio partecipò al concilio indetto da papa Simmaco nella basilica di San Pietro in Vaticano, dove furono stabilite delle norme per l'elezione del pontefice. Infine, nel concilio indetto da papa Gelasio I nel 495 prese parte un vescovo Decio, ma senza indicazione della sede di appartenenza; non è da escludere che si tratti del medesimo personaggio.
Nel 592 papa Gregorio Magno unì la piccola diocesi con quella di Velletri, a causa della desolazione in cui era caduta la regione per le invasioni barbariche. Tuttavia questo provvedimento non fu definitivo. Infatti nel 761 il vescovo Parvo di Tre Taverne sottoscrisse ad un diploma di papa Paolo I e Pinio prese parte al sinodo romano del 769; e nel secolo successivo sono noti altri tre vescovi, Leonino, Anastasio e Giovanni, che presero parte a concili romani indetti rispettivamente nell'826, nell'853 e nell'868. Dopo questa data non si hanno più tracce di questa antica sede episcopale, definitivamente unita a Velletri.
Dal 1970 Tre Taverne è annoverata tra le sedi vescovili titolari della Chiesa cattolica; dal 26 marzo 2019 l'arcivescovo, titolo personale, titolare è Tymon Tytus Chmielecki, già nunzio apostolico in Guinea.

## Cronotassi

### Vescovi
- Felice † (menzionato nel 313)
- Lucifero ? † (menzionato nel 465)
- Decio † (prima del 487 - dopo il 499)
  - Sede unita a Velletri
- Parvo † (menzionato nel 761)[6]
- Pinio † (menzionato nel 769)[7]
- Leonino † (menzionato nell'826)
- Anastasio † (menzionato nell'853)
- Giovanni † (menzionato nell'868)

### Vescovi titolari
- Joseph Brendan Whelan, C.S.Sp. † (25 giugno 1970 - 10 agosto 1976 dimesso)
- Émile Marcus, P.S.S. (16 febbraio 1977 - 15 aprile 1982 nominato vescovo di Nantes)
- Joseph Thomas O'Keefe † (3 luglio 1982 - 16 giugno 1987 nominato vescovo di Syracuse)
- John Mortimer Fourette Smith † (20 novembre 1987 - 25 giugno 1991 nominato vescovo di Pensacola-Tallahassee)
- Fiachra Ó Ceallaigh, O.F.M. † (7 giugno 1994 - 29 luglio 2018 deceduto)
- Tymon Tytus Chmielecki, dal 26 marzo 2019